# Fruchtwasserinfektion
Eine Fruchtwasserinfektion, auch Fruchtwasservergiftung (fachsprachlich: Intraamniotische Infektion), bezeichnet die Störung der embryonalen  Entwicklung im Mutterleib durch Eindringen von Keimen in die Fruchtwasserblase.

## Bedeutung
Die häufigste Ursache für Frühgeburten sind intraamniotische Infektionen. Des Weiteren sind keiminfizierte Fruchtblasen für 80 Prozent aller vorgeburtlichen Todesfälle ursächlich, soweit diese nicht auf Fehlbildungen beruhen. Die rechtzeitige Diagnostik, um noch eingreifen zu können, gilt bisher als medizinischer Engpass. Falls man diese in den Griff bekäme, ließe sich der Anteil der Frühgeburten deutlich drücken.

## Neue Entwicklungen
Mittels einer neuartigen Methode, der Proteom-Analyse, die die Bestimmung einer Vielzahl von Eiweißen zugleich ermöglicht, fanden Forscher der Oregon Health & Science University ein aussagekräftiges so genanntes Protein-Expressions-Profil, das für eine sichere, schnelle Feststellung geeignet erscheint. Die Tests waren vielversprechend. Bis zur Marktreife eines entsprechenden Produkts würde wegen der zu durchlaufenden klinischen Studien aber ohnehin noch ein paar Jahre ins Land gehen.